# Mungunchimeg Baldorj
Mungunchimeg Baldorj (née le 11 juin 1994) est une judokate mongole concourrant dans la catégorie des moins de 63 kg. Elle est détentrice d'une médaille mondiale, le bronze en 2017.

## Biographie
Battue par la Japonaise Nami Nabekura en finale des Championnats d'Asie 2017, elle participe aux Championnats du Monde 2017 à Budapest. Elle est éliminée en quarts de finale par la Française Clarisse Agbegnenou, puis elle parvient à obtenir une médaille de bronze lors des repêchages en s'imposant face à Yang Junxia.

## Palmarès

### Compétitions internationales
| Année | Compétition           | Lieu      | Résultat | Catégorie      |
| ----- | --------------------- | --------- | -------- | -------------- |
| 2017  | Championnats d'Asie   | Hong Kong | 2e       | Moins de 63 kg |
| 2017  | Championnats du monde | Budapest  | 3e       | Moins de 63 kg |

Dans les compétitions par équipes
| Année | Compétition           | Lieu     | Résultat |
| ----- | --------------------- | -------- | -------- |
| 2014  | Championnats du monde | Budapest | 3e       |

### Tournois Grand Chelem et Grand Prix
| Année | Compétition            | Lieu        | Résultat | Catégorie      |
| ----- | ---------------------- | ----------- | -------- | -------------- |
| 2013  | Tournoi de Oulan-Bator | Oulan-Bator | 3e       | Moins de 63 kg |
| 2013  | Grand Chelem de Moscou | Moscou      | 3e       | Moins de 63 kg |
| 2016  | Tournoi de Oulan-Bator | Oulan-Bator | 1re      | Moins de 63 kg |